# Max Barry
Max Barry (Melbourne, 18 de março de 1973) é um escritor australiano de ficção científica, sendo autor de livros como Eu S/A e Homem Máquina.

## Biografia
Barry também é criador do jogo on-line Jennifer Government: NationStates, e apoia o uso de software livre. Um filme baseado em seu primeiro romance, Syrup, foi adaptado e chegou aos cinemas em 2013, e teve o roteiro escrito pelo próprio Barry. (no Brasil e Portugal: Syrup). 
Ele mora em Melbourne com sua esposa e filhas e trabalhou como vendedor da Hewlett-Packard antes de se tornar escritor em tempo integral.

## Obras
- Syrup (1999)
- Jennifer Government (2003) No Brasil: Eu S/A (Editora Record) [3]
- Company (2006) No Brasil: A Companhia (Editora Record)
- Machine Man (2011) No Brasil: Homem Máquina (Editora Intrínseca, 2012)
- Lexicon (2013) No Brasil: Léxico (Editora Intrínseca, 2015)
- Providence (2020)
- The 22 Murders of Madison May (2021)